# 库尔基诺 (图拉州)
库尔基诺（羅馬化：Kurkino）是俄罗斯图拉州的市级镇、库尔基诺区行政中心，位于顿河支流维亚佐夫卡河（Вязовка）畔，地处图拉州东南部，在州府图拉东南方，靠近该州与利佩茨克州边界。
该地2021年人口有4,856人；2010年人口5,411；2002年人口6,117；1989年人口6,991。